# الأساطير الأمريكية الأصلية

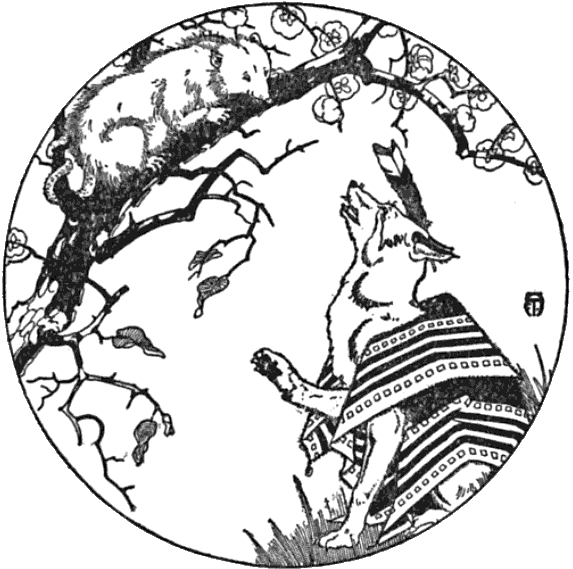
ذئب وحيوان الأبسوم يظهران في قصص عدد من القبائل

الأساطير الأمريكية الأصلية (بالإنجليزية: Mythologies of the indigenous peoples of the Americas)‏ تمتلك الشعوب الأصلية في الأمريكتين ثقافات مختلفة متعددة. لكل منهم أساطيره الخاصة. بعضها، إلى حد بعيد، متميز وواضح ومستقل بذاته عن الثقافات الأخرى ويحتفظ بخصوصية فريدة، والبعض الآخر متداخل ومتماثل في ثقافاته.
والأساطير الأمريكية الأصلية هي الكيان الأساسي للقصص التقليدية المتعلقة بديانة الأمريكيين الأصليين من منظور تأريخ الأساطير. تضم النظم العقائدية الأمريكية الأصلية في طياتها العديد من القصص المقدسة. وهذه القصص الروحية تتعلق إلى حد كبير بالطبيعة، كما أنها ثرية بالمفاهيم الرمزية لفصول السنة والطقس والنباتات والحيوانات والأرض والمياه والسماء والنار. وقد اشتهر طقس احضار الأرواح العظيمة وذات المعرفة المحدودة، والاتصال بالأرض، وقصص الخلق المتنوعة والذكريات الجماعية للأجداد القدماء. وتعد الممارسة التقليدية للعبادة عادة، أحد الأركان الأساسية للمجتمعات القبلية مع الرقص والإيقاع والأغاني والنشوة.

## الأساطير القبلية الوطنية
ألغونكوين (Algonquian) (شمال شرق الولايات المتحدة، البحيرات العظمى)
- أسطورة أبيناكي (Abenaki mythology) - طقوس دينية يقودها الشامان، وتسمى ميديولين (Medeoulin) (مداوينو)
- معتقدات نيشنابي التقليدية (Anishinaabe) - إحدى قبائل أمريكا الشمالية تتوطن أساسًا في البحيرات العظمى (أمريكا الشمالية)
- أسطورة كريي (Cree mythology)- إحدى قبائل أمريكا الشمالية المشهورة جدًا بتوطنها في غرب أونتاريو في، البراري الكندية، ويوجد هناك أيضًا قبائل متوطنة في الأقاليم الشمالية الغربية وكيبك.
- أسطورة ليني لينابي (Leni Lenape mythology) - إحدى قبائل أمريكا الشمالية في منطقة نهر ديلاوير.

### السكان الأصليون
- أسطورة القدم السوداء (Blackfoot mythology) - إحدى قبائل أمريكا الشمالية المستوطنة حاليًا في مونتانا. وهي في الأصل غرب البحيرات العظمى في مونتانا وألبرتا كمشاركين في ثقافة السكان الأصليين.
- أسطورة كرو (Crow mythology) - إحدى قبائل أمريكا الشمالية من منطقة السهول الكبرى في الولايات المتحدة. وقد اشتهر شامان القبيلة بأكباليا (Akbaalia) ("المداوي")
- أسطورة لاكوتا (Lakota mythology) - إحدى قبائل أمريكا الشمالية، والمعروفة أيضًا باسم سيوكس (Sioux).
- أسطورة باوني (Pawnee mythology) - إحدى قبائل أمريكا الشمالية المستوطنة في نبراسكا (Nebraska)، الولايات المتحدة.

### شمال وشرق أمريكا
ميسكوجين (Muskogean) (شمال الولايات المتحدة) والإرُكوا (Iroquois) (شرق الولايات المتحدة):
- أسطورة الإركوا (الشعوب الخمسة)
- شيروكي (قبيلة) (Cherokee). - كانت نواة الثقافة الأمريكية في الشمال توجد في جنوب شرق الولايات المتحدة وفي أوكلاهوما (Oklahoma).
- أسطورة تشوكتاو (Choctaw mythology) تشوكتاو - إحدى ثقافات أمريكا الشمالية في جنوب شرق الولايات المتحدة وأوكلاهوما. وكانت في الأصل في الميسيسبي وألاباما (Alabama) ومنطقةلويزيانا (Louisiana).
- أسطورة كريك (Creek mythology) كريك - إحدى ثقافات أمريكا الشمالية في جنوب شرق الولايات المتحدة وأوكلاهوما. وهي في الأصل من جورجيا ومنطقة فلوريدا . وقد سُمي الشامان بأليكتكا (Alektca)
- أسطورة هو تشانك (Ho-Chunk mythology) - تعد هوتشانك ووينباجو (Winnebago)من بين قبائل أمريكا الشمالية، التي كانت تقطن في الزمن الماضي في ويسكونسن (Wisconsin).
- أسطورة هورون (Huron mythology) - أحد شعوب أمريكا الشمالية (يُشار إليهم في بعض الأحيان بالهورون) ويرجع أصلها إلى أونتاريو، كندا والمناطق المحيطة بها.
- أسطورة سينيكا (Seneca mythology) - أحد شعوب أمريكا الشمالية، أحد الشعوب الخمسة لحلف الإركوا في شمال شرق الولايات المتحدة.

### ألاسكا ومنطقة القطب الشمالي في كندا
- أسطورة هايدا (Haida mythology)
- أسطورة إينويت (Inuit mythology) - أحد شعوب أمريكا الشمالية والمتشابهة في ثقافتها مع الشعوب الأخرى في المنطقة القطبية.

### شمال غرب المحيط الهادئ
- أسطورة كواكيوتل (Kwakiutl mythology)
- لومي (Lummi) - إحدى قبائل أمريكا الشمالية المستوطنة في منطقة شمال غرب المحيط الهادئ، ولاية واشنطن .
- أسطورة نوتكا (Nootka mythology)

### أوتوازتكان (حوض كبير في المكسيك)
- أسطورة هوبي (Hopi mythology) - أحد مجتمعات أمريكا الشمالية التي قطنت في جنوب غرب الولايات المتحدة.
- أسطورة مايوك (Miwok mythology) -أحد شعوب أمريكا الشمالية في شمال كاليفورنيا.
- أسطورة أوهلون (Ohlone mythology) -أحد شعوب أمريكا الشمالية في شمال كاليفورنيا.
- أسطورة يوت (Ute mythology)
- أسطورة ساليش (Salish mythology)
- أسطورة تسيمشيان (Tsimshian mythology)

### المناطق الأخرى في جنوب غرب الولايات المتحدة
- دايني باهانا (Diné Bahaneʼ) (نافاجو (Navajo)) - أحد شعوب أمريكا الشمالية في جنوب غرب الولايات المتحدة.
- أسطورة بومو (Pomo mythology) -أحد شعوب أمريكا الشمالية في شمال كاليفورنيا.
- أسطورة الزوني (Zuni mythology)

### أمريكا الوسطى والجنوبية
- الآزتك (Aztec). - إمبراطورية في وسط أمريكا (Mesoamerican) كانت تتمركز في وادي المكسيك.
- جوراني (Guarani) - أحد شعوب أمريكا الجنوبية في جنوب وسط أمريكا الجنوبية، وخاصة السكان الأصليين في باراغواي وأجزاء من المناطق المحيطة بالأرجنتين، البرازيل وبوليفيا.
- الإنكا (Incan) - إحدى إمبراطوريات أمريكا الجنوبية التي كانت مستوطنة في سلسلة جبال الإنديز (Andes mountain range)
- مابوتشي (Mapuche)، - إحدى ثقافات أمريكا الجنوبية لـشيلي وبعض المناطق في الأرجنتين.
- مايا (Maya)، - أحد شعوب مناطق الميسيسبي بأمريكا في جنوب المكسيك وشمال وسط أمريكا.